# Заводская улица (Ломоносов)
Заводска́я улица — улица в городе Ломоносове Петродворцового района Санкт-Петербурга, в историческом районе Мартышкино. Проходит от дома 1 до дома 37.
Название известно с 1970 года. Дано в связи с местоположением кирпичного завода (дом 5а, ныне снесён). Этот завод был отмечен на карте начала XX века. С этим же заводом связаны названия соседних Заводского, Карьерного, Кирпичного и Промышленного переулков, а также, возможно, улицы Труда.

## Интересный факт
До 1967 года Заводской улицей назывался нынешний Железнодорожный переулок, расположенный рядом.

## Перекрёстки
- Заводской переулок
- Полевая улица / улица Кипренского